# Cantonul Bonneville
Cantonul Bonneville este un canton din arondismentul Bonneville, departamentul Haute-Savoie, regiunea Rhône-Alpes, Franța.

## Comune
- Ayse
- Bonneville (reședință)
- Brizon
- Contamine-sur-Arve
- Entremont
- Faucigny
- Marcellaz
- Marignier
- Mont-Saxonnex
- Peillonnex
- Le Petit-Bornand-les-Glières
- Thyez
- Vougy